# Битва при Пор-ля-Жуа
Битва при Пор-ля-Жуа (также известная как резня при Пор-ля-Жуа) — сражение британских и французских войск в ходе войны короля Георга на берегах современной реки Хилсборо, остров Принца Эдуарда летом 1746 года. Французский офицер Жан-Батист Николя Рош де Рамезе[фран.] отправил французские войска и войска микмаков в Пор-ля-Жуа, где они застали врасплох и разбили 200 массачусетских ополченцев на двух британских военных кораблях, которые собирали провизию для недавно захваченного Луисбурга.

## История

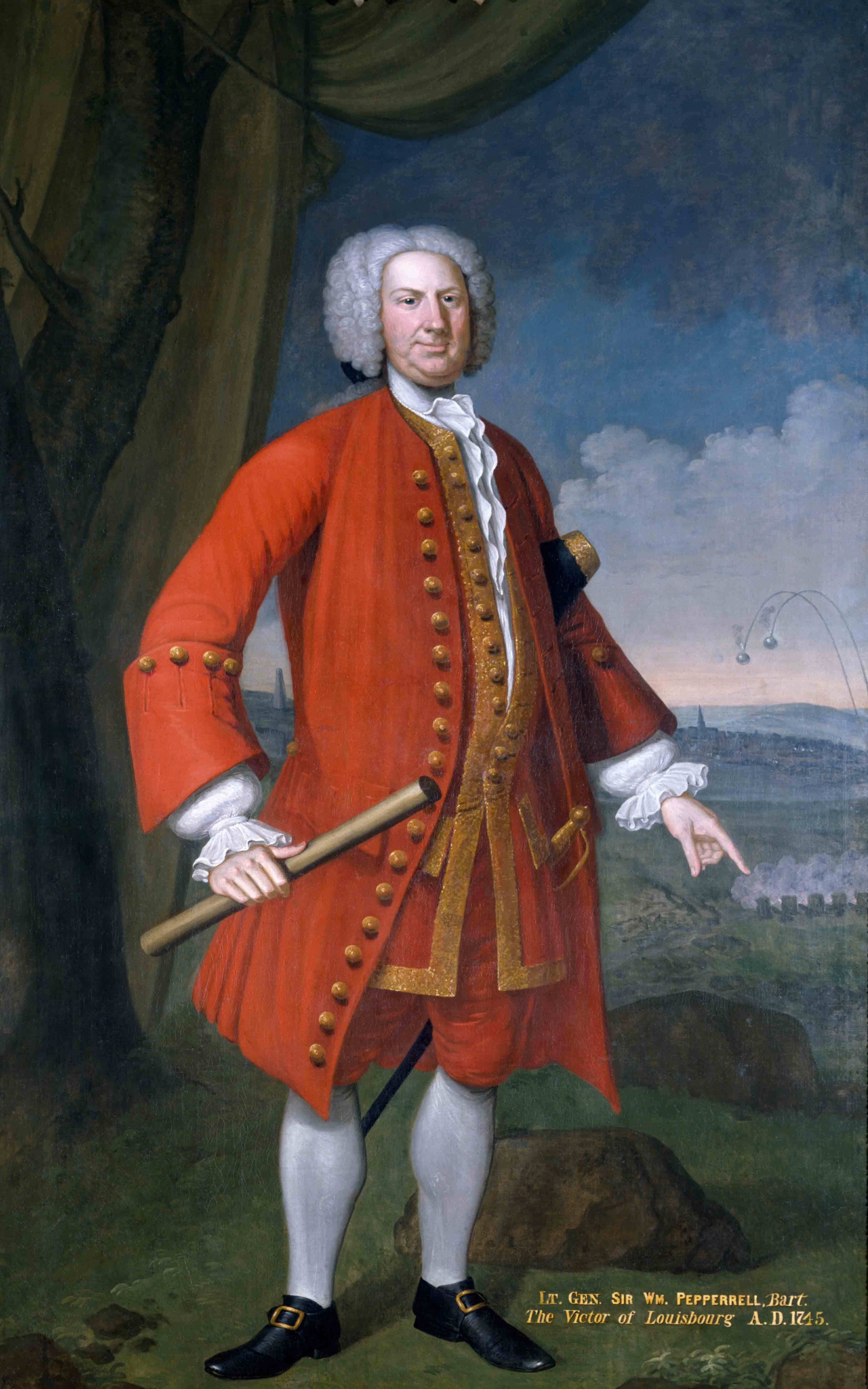
Уильям Пепперрелл, командующий британскими войсками.

После падения крепости Луисбург, британский командующий Уильям Пепперрелл отправил экспедицию против острова Сен-Жан в июле 1755 года. В то же время, в июле 1745 года, другой английский отряд высадился в Пор-ля-Жуа. Под командованием Жозефа де Пона Дювивье французы имели гарнизон из 20 французских солдат в Пор-ля-Жуа.
Войска бежали, а жители Новой Англии сожгли столицу дотла. Дювивье и двадцать человек отступили вверх по Северо-Восточной реке (река Хилсборо), преследуемые жителями Новой Англии, пока французские войска не получили подкрепление от акадийского ополчения и микмаков. Французские войска и их союзники смогли оттеснить жителей Новой Англии к их лодкам, девять жителей Новой Англии были убиты, ранены или взяты в плен. Жители Новой Англии взяли в заложники шестерых акадийцев, чтобы казнить их, если акадийцы или микмаки восстанут против контроля Новой Англии. Войска Новой Англии отправились в Луисбург. Дювивье и его 20 солдат отправились в Квебек. После падения Луисбурга французское население Иль-Рояля было депортировано во Францию. Акадийцы Иль-Сен-Жана жили под угрозой депортации до конца войны.
В то время как 29-й полк ждал, пока акадийцы отпустят половину своего скота для британцев в Луисбурге, полк находился безоружным в поле на берегу реки Норт-Ист (река Хилсборо), недалеко от Пор-ля-Жуа, заготавливая сено. Их оружие осталось в палатках. 11 июля де Монтессон застал войска Новой Англии врасплох.
Силы акадийцев и микмаков «вырезали» 34 британских солдата. Британцы убили двух микмаков и подбили двух других из огнестрельного оружия. В то время как происходила атака, капитан Роус и капитан Скотт находились на «Ширли», который открыл огонь по нападавшим, но без особого эффекта. Атакующая группа в конце концов отступила, и капитан Скотт взял в плен 40 акадийцев и выкупил их у командующего экспедицией герцога Д’Анвиля.

## Последствия
Битва привела к приказу о том, что все офицеры 29-го полка всегда должны быть вооружены, тем самым получив свое первое прозвище «Вечно меченый» (Ever Sworded) из-за мечей/шпаг, которые офицеры должны носить даже во внеслужебное время, традиция, которая действует до сих пор, ординарец все еще вооружен даже в офицерской столовой.